# Ласовський Володимир Созонтович
Володимир Созонтович Ласовський (3 липня 1907, с. Сороки, нині Чортківський район, Тернопільська область — 11 листопада 1975, Нью-Йорк) — український живописець, графік, скульптор, мистецтвознавець, критик, педагог, публіцист, громадський діяч.

## Життєпис
Народився в родині народного вчителя, директора школи в селі Сороках (нині Чортківський район, Тернопільська область, тоді Бучацький повіт Королівство Галичини та Володимирії, Австро-Угорщина) Созонта Ласовського та його дружини Антоніни з Дудзіків.  Під час Першої світової війни територія була під московською окупацією, а відступаючи з Галичини 1915 року, росіяни вивезли батька Созонта Ласовського з родиною на схід України, на Донбас. Батько вчителював у Бахмуті до 1919 року. Тут Володимир захопився малярством і театром, оскільки в Бахмуті був літній театр, то малий хлопець зацікавився створенням декорацій. Незабаром він уже допомагав малярам створювати декорації.
В 1919 році Ласовські повернулись до Галичини. Володимир навчався у Бучацькій державній гімназіюї. Згодом зізнавався, що «купував» оцінки з математики власними роботами (образами і портретами), бо предмет давався важко. Вступив до лав Пласту. По закінченню гімназії навчався у мистецькій школі Олекси Новаківського у Львові (1928—1933), звідки його декілька разів Олекса Новаківський виганяв через небажання молодого художника («Вічного революціонера» від мистецтва) підкорятися вимогам.
Згодом навчався у Модерній академії Фернана Леже (Париж) (академії «Гранд-Шом'єр»).
Співзасновник групи молодих мистців «Руб», альманаху «Карби» 1932—1936 років (з 1934 року) належав до Асоціації незалежних українських митців у Львові, дописував до її журналу «Мистецтво».
Не раз зі Святославом Гординським відвідував село Сновидів.
Під час німецької окупації Львова (1941—1944) очолював спілку образотворчих митців (або Спілку українського образотворчого мистецтва; керував Кабінетом декоративно-прикладного мистецтва Інституту народної творчости), заснував у Львові Театр малих форм.
У 1944 році емігрував до Австрії, перебував у таборах у Куфштайні, Ґраці, очолював культурні товариства. 1946 року переїхав до Парижа, очолив там Українське товариство прихильників мистецтва.
1948 року емігрував до Аргентини, потім — до США (1959).
Був одружений з письменницею Мирославою Ласовською (до шлюбу Сенів). Помер 11 листопада 1975 року у Нью-Йорку. Похований на українському цвинтарі святого Андрія у містечку Саут-Баунд-Брук в окрузі Сомерсет штату Нью-Джерсі, США.

### Творчість
У 1932—1933 роках у Львові на виставці Українського товариства прихильників мистецтва експонував 13 робіт. Автор:
- картин, серед творів львівського періоду:
  - «Крем'янецький мотив. Волинь» (1935)
  - «Портрет Б.-І. Антонича» (1939)
- статей та есе з мистецтвознавства
- каталогу посмертної виставки творів Івана Труша (1941)[4]
- пейзажів, «композиційних» портретів (автопортрет, инші)[5]
- окремих публікацій:
  - Ласовський В. Генерал Тарнавський. Репортаж. — Львів: Червона калина, 1935. — 192 с.
  - Ласовський В. Два обличчя Антонича // Ми. — 1939. — Кн. 3. — С. 29—36.

Протягом 1960—1975 років він творив у галузі станкового живопису, виконавши низку портретів, композицій, натюрмортів. Найулюбленішим жанром мистця був портрет. Він написав чимало портретів, серед яких:
- «Мати Антоніна Ласовська»
- «Автопортрет»
- «Син Ждан Ласовський».

Працював також у графіці, пробував себе й у скульптурі. У доробку живописця є композиції, виконані в стилі експресіонізму, зокрема:
- «Акт»
- «Існування»
- «Індустрійне»
- «Упісти»
- «Стремління»
- «Розмова ляльок»
- «Останній образ»
- «Останні листки».

Роботи були представлені на багатьох виставках в Австрії, Аргентині, Греції, Канаді, Німеччині, Польщі, США, Україні, Франції. В. Ласовський автор багатьох статей на теми мистецтва, до написання яких його спонукало бажання бачити українське мистецтво активним і актуальним у світовому мистецькому процесі.